# Piamonte
Piamonte est une municipalité située dans le département de Cauca, en Colombie.